# Zwarte miertapuit
De zwarte miertapuit (Myrmecocichla nigra) is een zangvogel uit de familie Muscicapidae (Vliegenvangers).

## Verspreiding en leefgebied
Deze soort komt voor van Nigeria tot Angola, uiterst zuidelijk Soedan, Tanzania en Zambia.